# درگیری افغانستان
درگیری افغانستان (پشتو: دافغانستان جنګونه) رشته جنگ‌هایی است که از ۱۹۷۸ در افغانستان جریان داشته است. از کودتای نظامی انقلاب ثور یک رشته مناقشات مسلحانه تقریباً مداوم افغانستان را دچار خود کرده و بر آن سیطره داشته است.

## فهرست رویدادهای بزرگ
- جنگ شوروی در افغانستان در ۱۹۷۹ شروع شد و در ۱۹۸۹ پایان یافت. ارتش شوروی در این کشور مداخله کرد تا از حزب حاکم دمکراتیک خلق افغانستان در پی موج‌های شورش علیه حکومت حمایت کند. سربازان شوروی در کنار ارتش هم‌پیمان اردوی ملی افغانستان (با حمایت خارجی از جمهوری دمکراتیک آلمان)[۸] با دسته‌های شورشی که مجموعاً «مجاهدین افغان» خوانده می‌شدند، و پشتیبانان اصلی آنان ایالات متحده آمریکا، بریتانیا، پاکستان، عربستان سعودی، مصر، چین و آلمان غربی بودند جنگیدند. اتحاد شوروی نهایتاً سربازانش را در ۱۹۸۹ از افغانستان خارج کرد.
  - جنگ در افغانستان (۱۹۹۲–۱۹۸۹) جنگ ادامه‌دار بین دولت و شورشیان، اما بدون درگیر بودن سربازان شوروی بود. اتحاد شوروی همچنان به حمایت مالی از دولت افغانستان در نبرد خود ادامه می‌داد، و دسته‌های شورشی نیز به‌طور مشابه همچنان از آمریکا و پاکستان حمایت دریافت می‌کردند. دولت مورد حمایت شوروی در افغانستان، تا زمان سقوط کابل در پاییز ۱۹۹۲ به بقای خود ادامه داد.
- جنگ داخلی افغانستان (۱۹۹۶–۱۹۹۲) جنگ داخلی بین دسته‌های شورشی مجاهدین، پس از در دست گرفتن کابل و تأسیس دولت اسلامی افغانستان به صورت یک مناقشه تمام عیار بالا گرفت. جنگ‌های خشونت‌باری بین دسته‌های مختلف اشغال‌کننده در کابل درگرفت، و شهر شاهد بمباران شدید از سوی آنها شد. هر یک از آن دسته‌ها مورد حمایت یک قدرت بیرونی مانند پاکستان، ایران، یا عربستان سعودی قرار داشتند که خواهان نفوذ در افغانستان بودند. این مناقشه در ۱۹۹۶ به نفع طالبان، یک گروه شبه‌نظامی نسبتاً جدید مورد حمایت پاکستان و تقویت شده با هزاران عضو القاعده (از کشورهای عربی)، با تسخیر کابل، پایان یافت.
- جنگ داخلی افغانستان (۲۰۰۱–۱۹۹۶) بلافاصله پس از تسخیر کابل به دست طالبان، این گروه با یک نیروی مقاومت نظامی-سیاسی از شمال به نام ائتلاف شمال مواجه شد که علیه طالبان و امارت اسلامی افغانستان و با به-رسمیت-شناختگی جزئی‌شان شکل گرفته بودند. در سراسر این دوره طالبان بر اکثر نقاط (تقریباً همه نقاط) کشور کنترل داشتند، چرا که ائتلاف شمال بیشتر در موضع دفاعی قرار داشت. احمد شاه مسعود از رهبران ائتلاف شمال در ۹ سپتامبر ۲۰۰۱ توسط اعضای القاعده ترور شد.
- حمله آمریکا به افغانستان در ۷ اکتبر ۲۰۰۱ شروع شد. آمریکا در پی برانداختن طالبان از قدرت بود چرا که آنان میزبان ستیزه‌جویان القاعده (متهم اصلی حملات ۱۱ سپتامبر) بودند، و بدون ارائه شواهد از استرداد رهبر آنها اسامه بن لادن خودداری می‌کردند. آمریکا از هوا با طالبان جنگید و به سربازان زمینی ائتلاف شمال حمایت رساند، که آنها موفق شدند تا دسامبر ۲۰۰۱ طالبان را از بیشتر کشور برانند. این همچنین آغاز جنگ با تروریسم توسط آمریکا بود.
  - جنگ در افغانستان (۲۰۰۱–۲۰۲۱) جنگ مداوم در افغانستان است، که مناقشه اصلی در آن جنگ بین سربازان اردوی افغانستان، مورد پشتیبانی سربازان بیش‌تری از سوی آمریکا، با شورشیان طالبان و گاهی دیگر گروه‌ها بود.[۹] ناتو هم در این جنگ درگیر بوده است.